# Enrico V di Slesia
Enrico V di Slesia, noto anche come Enrico V di Legnica o Enrico V il Grasso, in polacco Henryk V Brzuchaty (1248 circa – 22 febbraio 1296), fu duca di Jawor (Jauer) dal 1273, di Legnica (Liegnitz) dal 1278 e duca di Breslavia dal 1290.
Era il figlio maggiore di Boleslao il Calvo (Bolesław II Rogatka), duca di Legnica, avuto dalla prima moglie, Edvige, figlia di Enrico I, conte di Anhalt.

## Biografia

### Primi anni. Duca di Jawor. Battaglia di Stolec
Da giovane era presente alla corte del re Ottocaro II di Boemia a Praga, ove divenne cavaliere.
Nel 1273, il padre Boleslao II il Calvo gli diede la città di Jawor (Jauer) come ducato indipendente. Quattro anni dopo il padre rapì il proprio nipote Enrico IV il Probo, sovrano del ducato di Breslavia, che agiva per conto del suo alleato, re Rodolfo d'Asburgo. Questo atto suscitò la rabbia della nobiltà nella Piccola Polonia e nei vicini di Enrico IV, che organizzarono una spedizione per liberarlo e punire Boleslao. Le terre della Grande Polonia, di Głogów e di Breslavia erano guidate dai duchi Przemysł II della Grande Polonia e Enrico III di Głogów. Gli eserciti combatterono a Ząbkowice Śląskie vicino a Stolec, una delle più sanguinose battaglie del Medioevo polacco. Le forze della coalizione sconfissero le forze di Boleslao, e lui fuggì ma in seguito il giovane Enrico guidò una carica, invertendo le sorti e ottenendo una grande vittoria. Entrambi i duchi Przemysł II e Enrico III, della coalizione, furono fatti prigionieri. Il giovane duca Enrico di Jawor salvò così la sua famiglia dalla disastrosa sconfitta.

### La morte di Boleslao II il Calvo. Enrico V, Duca di Legnica
Enrico succedette a suo padre Boleslao II come Duca a Legnica il 26 dicembre 1278. Poco dopo, Enrico nominò i suoi fratelli minori Bolko I e Bernardo co-governatori di Jawor e Lwówek. Enrico mantenne la città di Środa Śląska, che Enrico aveva ricevuto nel 1277 in cambio della libertà di Enrico IV.
Enrico mantenne con gli altri duchi Piast di Slesia le relazioni ostili che avevano caratterizzato il dominio di suo padre. Nel 1281 accettò l'invito di Enrico IV il Probo a un incontro a Sądowel. Enrico IV imprigionò il duca di Legnica con i suoi ex alleati Enrico III di Głogów e Przemysł II della Grande Polonia, chiedendo loro concessioni politiche. Enrico riacquistò la libertà, ma dovette riconoscere Enrico IV come Duca di Breslavia. Enrico IV comunque non poté mantenere la sua sovranità. Il re Venceslao II di Boemia affermò il proprio diritto su Breslavia.

### Enrico V, duca di Breslavia. Guerra con Enrico III di Głogów
Il 23 giugno 1290 Enrico IV il Probo morì improvvisamente, forse avvelenato. Enrico IV nominò Enrico III di Głogów suo erede. La nobiltà e gli abitanti di Breslavia si opposero alla nomina, temendo che il duca di Głogów sarebbe stato un duro governante. Enrico III fuggì e i cittadini di Breslavia invitarono Enrico V a governare.
Enrico III però rifiutò di farsi da parte. Seguì una guerra e i territori coinvolti cambiarono di mano diverse volte. L'11 novembre 1293, Enrico fu tradito da Lutka Zdzieszyca, figlio di un nobile di Breslavia che Enrico aveva precedentemente condannato a morte. Lutka catturò Enrico e lo consegnò al duca Enrico III, che lo mise in prigione per quasi sei mesi. Enrico V ottenne la libertà dopo aver consegnato le città di Namysłów, Bierutów, Oleśnica, Kluczbork, Byczyna, Wołczyn, Olesno, Chojnów e Bolesławiec e le rispettive fortezze a Enrico III, pagando un riscatto e promettendo di aiutare il Duca di Głogów in tutti i suoi conflitti per i prossimi cinque anni.
Durante la sua prigionia a Głogów, il fratello di Enrico, Bolko I, fu nominato reggente delle sue terre. Nel 1291, Enrico V diede a Bolko I le città di Świdnica (Schweidnitz), Ziębice, Ząbkowice Śląskie e Strzelin in cambio del suo aiuto contro Enrico III.

### Morte e eredità
Enrico fu rinchiuso in una gabbia di ferro durante la sua prigionia e si ammalò dopo la sua liberazione. Non riguadagnò mai la sua salute. Temendo per il futuro del suo ducato, cercò la protezione della Santa Sede nel 1294.
Enrico morì il 22 febbraio 1296 e fu sepolto nel monastero delle Clarisse a Breslavia. I suoi figli erano minorenni e il fratello di Enrico, Bolko, divenne il loro tutore.

## Matrimonio e discendenza
Intorno al 1273, Enrico sposò Elisabetta (1263 circa - 28 settembre 1304), figlia di Boleslao il Pio, Duca della Grande Polonia. Ebbero otto figli:
- Edvige (1277 circa - dopo il 3 febbraio 1347); sposata dal 1289/95 al principe Ottone di Brandeburgo-Salzwedel, secondogenito del margravio Otto V. Dopo la morte del marito, divenne monaca a St. Klara, a Breslavia.
- Eufemia (1278 circa - giugno 1347); sposata nel 1300 Ottone III di Carinzia.
- Anna (1284 - 2/3 ottobre 1343); Badessa di S. Klara, Breslavia.
- Elisabetta (1290 circa - novembre 1357/58); Badessa di S. Klara, Breslavia.
- Boleslao III il Generoso (23 settembre 1291 - 21 aprile 1352).
- Helena (1293 circa - dopo 1300); suora a St. Klara, Gniezno.
- Enrico VI il Buono (18 marzo 1294 - 24 novembre 1335).
- Ladislao (nato postumo, 6 giugno 1296 - 13 gennaio dopo il 1352).

## Ascendenza
|                        |                      |                          | Genitori                |  |  | Nonni |  |  | Bisnonni            |  |  | Trisnonni         |  |
|                        |                      |                          |                         |  |  |       |  |  | Enrico I il Barbuto |  |  | Boleslao I l'Alto |  |
|                        |                      |                          |                         |  |  |       |  |  | Enrico I il Barbuto |  |  | Boleslao I l'Alto |  |
|                        |                      | Cristina                 |                         |  |  |       |  |  | Enrico I il Barbuto |  |  |                   |  |
| Enrico II il Pio       |                      |                          |                         |  |  |       |  |  | Enrico I il Barbuto |  |  |                   |  |
|                        |                      | Edvige di Andechs        | Bertoldo IV d'Andechs   |  |  |       |  |  |                     |  |  |                   |  |
|                        |                      | Edvige di Andechs        | Bertoldo IV d'Andechs   |  |  |       |  |  |                     |  |  |                   |  |
|                        |                      | Edvige di Andechs        | Agnese di Rochlitz      |  |  |       |  |  |                     |  |  |                   |  |
| Boleslao II di Slesia  |                      | Edvige di Andechs        |                         |  |  |       |  |  |                     |  |  |                   |  |
|                        |                      | Ottocaro I di Boemia     | Vladislao II di Boemia  |  |  |       |  |  |                     |  |  |                   |  |
|                        |                      | Ottocaro I di Boemia     | Vladislao II di Boemia  |  |  |       |  |  |                     |  |  |                   |  |
|                        |                      | Ottocaro I di Boemia     | Giuditta di Turingia    |  |  |       |  |  |                     |  |  |                   |  |
| Anna di Boemia         |                      | Ottocaro I di Boemia     |                         |  |  |       |  |  |                     |  |  |                   |  |
|                        |                      | Costanza d'Ungheria      | Béla III d'Ungheria     |  |  |       |  |  |                     |  |  |                   |  |
|                        |                      | Costanza d'Ungheria      | Béla III d'Ungheria     |  |  |       |  |  |                     |  |  |                   |  |
|                        |                      | Costanza d'Ungheria      | Agnese d'Antiochia      |  |  |       |  |  |                     |  |  |                   |  |
| Enrico V di Slesia     |                      | Costanza d'Ungheria      |                         |  |  |       |  |  |                     |  |  |                   |  |
|                        | Bernardo di Sassonia | Alberto I di Brandeburgo |                         |  |  |       |  |  |                     |  |  |                   |  |
|                        | Bernardo di Sassonia | Alberto I di Brandeburgo |                         |  |  |       |  |  |                     |  |  |                   |  |
|                        | Bernardo di Sassonia | Sofia di Winzenburg      |                         |  |  |       |  |  |                     |  |  |                   |  |
| Enrico I di Anhalt     | Bernardo di Sassonia |                          |                         |  |  |       |  |  |                     |  |  |                   |  |
|                        |                      | Brigitta di Danimarca    | Magnus I di Götaland    |  |  |       |  |  |                     |  |  |                   |  |
|                        |                      | Brigitta di Danimarca    | Magnus I di Götaland    |  |  |       |  |  |                     |  |  |                   |  |
|                        |                      | Brigitta di Danimarca    | Ryksa di Polonia        |  |  |       |  |  |                     |  |  |                   |  |
| Edvige di Anhalt       |                      | Brigitta di Danimarca    |                         |  |  |       |  |  |                     |  |  |                   |  |
|                        |                      | Ermanno I di Turingia    | Ludovico II di Turingia |  |  |       |  |  |                     |  |  |                   |  |
|                        |                      | Ermanno I di Turingia    | Ludovico II di Turingia |  |  |       |  |  |                     |  |  |                   |  |
|                        |                      | Ermanno I di Turingia    | Giuditta di Svevia      |  |  |       |  |  |                     |  |  |                   |  |
| Ermengarda di Turingia |                      | Ermanno I di Turingia    |                         |  |  |       |  |  |                     |  |  |                   |  |
|                        |                      | Sofia di Wittelsbach     | Ottone I di Baviera     |  |  |       |  |  |                     |  |  |                   |  |
|                        |                      | Sofia di Wittelsbach     | Ottone I di Baviera     |  |  |       |  |  |                     |  |  |                   |  |
|                        |                      | Sofia di Wittelsbach     | Agnese di Loon          |  |  |       |  |  |                     |  |  |                   |  |
|                        |                      | Sofia di Wittelsbach     |                         |  |  |       |  |  |                     |  |  |                   |  |